# Jean de Meung

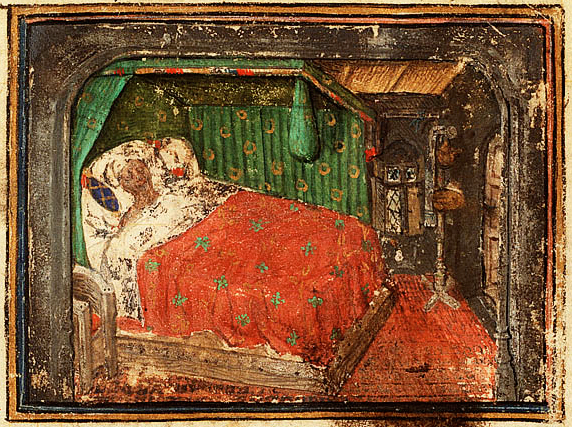
El sueño de Jean de Meung

Jean de Meung o de Meun, o bien Jean Chopinel o Clopinel (hacia 1240 en Meung-sur-Loire-hacia 1305 en París) fue un poeta francés del siglo XIII.

## Biografía
La tradición afirma que estudió en la Universidad de París; fue, al igual que su contemporáneo Rutebeuf, un defensor de Guillaume de Saint-Amour y un crítico acérrimo de las órdenes mendicantes. La mayor parte de su vida parece haber transcurrido en París, donde poseía, en la calle Saint-Jacques, una casa provista de torre, patio y jardín que fue descrita en 1305 como propiedad del difunto Jean de Meung y se dio por un tal Adam d'Andely a los dominicos.
Jean de Meung escribió que en su juventud compuso poemas que fueron cantados por todos los lugares públicos y escuelas de Francia. Tradujo al francés varias obras del latín, en especial De consolatione philosophiæ de Boecio, aunque se le conoce principalmente como autor de la segunda parte del Roman de la Rose, una larga narración alegórica de tema amoroso cuya primera parte fue compuesta por Guillaume de Lorris. En la parte escrita por él se aproximó más bien al género medieval del debate y, como muchos poetas de finales del siglo XIII influidos por el desarrollo de la incipiente burguesía en el seno del tercer estado, escribe en tono satírico mostrando la descomposición de la sociedad medieval y las flaquezas de su época, que conocía muy bien.
Fue también hombre muy instruido, de forma tal que su saber le valió entre el populacho fama de alquimista y astrólogo. Un rasgo medieval de su carácter fue, sin embargo, la misoginia, de la que lo acusó Christine de Pisan en lo que se considera actualmente una de las primeras querellas del Feminismo. Su muerte estuvo envuelta en detalles anecdóticos, pues legó a los monjes jacobinos de París un cofre que sólo podía ser abierto tras su fallecimiento; estos monjes lo enterraron con grandes honores en su abadía, pero al abrir el cofre vieron que sólo contenía piedras; esto indignó a los jacobinos, quienes exhumaron su cadáver, pero intervino el rey y se lo volvió a enterrar sin que sus restos fueran ya más molestados.

## Obras
Su continuación del Roman de la Rose de Guillaume de Lorris se suele fechar entre 1268 y 1285 por una referencia que hace el texto a la muerte de Manfred y Conradin, este último ejecutado en 1268 por orden de Carlos de Anjou, fallecido en 1285, quien es descrito como actual rey de Sicilia. Sin embargo, si se considera al poema principalmente como sátira política, habría que fecharlo en los últimos cinco años del siglo XIII. Jean de Meung, sin duda, editó la obra de su predecesor Guillaume de Lorris antes de usarlo como punto de partida de su propio vasto poema, extendido hasta los 19.000 versos.
La continuación es una sátira de las órdenes monásticas, del celibato, la nobleza, la sede papal, las pretensiones excesivas de la realeza y, especialmente, de las mujeres y el matrimonio. Guillaume había sido "siervo de amor" y un exponente de las leyes de courtoisie o amor cortés que Jean de Meung rechaza. De hecho, añadió un "Arte de amar" exponiendo crudamente los vicios de las mujeres, su maestría en las artes de engaño y los medios por los cuales los hombres pueden ser obnubilados y obcecados por ellas. Jean de Meung encarna el espíritu burlón y escéptico sobre las fábulas, no creía en supersticiones ni guardaba respeto alguno a las instituciones establecidas; incluso despreciaba las convenciones del feudalismo. Su poema muestra en el grado más alto, pese a la laxitud de su plan, las facultades de la aguda observación, el razonamiento lúcido y la exposición, lo que le da justo derecho a ser considerado el mayor de los poetas franceses medievales. Maneja la lengua francesa con una facilidad y precisión desconocida a sus predecesores y la larga extensión de su poema no fue ningún impedimento para su popularidad y difusión a lo largo de los siglos XIII y XIV. Parte de su auge se debió sin duda al carácter erudito del autor, quien, habiendo dominado casi todo el conocimiento científico y literario que podía adquirirse en la Francia de su época con sus medios, dio lugar en su poema a gran cantidad de información útil y numerosas citas de autores clásicos. Sin embargo, alcanzó a tener también vigorosos detractores: el libro fue atacado por Guillaume de Deguileville en su Pèlerinage de la vie humaine (c. 1330), una obra también extensa y popular en Inglaterra y Francia; se unió a estas críticas el filósofo Jean Gerson y Christine de Pisan, quien defiende a su sexo de los denuestos de Jean de Meung en su Epitre au dieu d'amour.
Jean de Meung tradujo en 1284 el tratado De Re Militari de Vegecio al francés como Le livre de Végèce de l'art de chevalerie ("El libro de Vegecio sobre la disciplina de la caballería"). También escribió una inspirada versión, la primera en francés, de las cartas de Abelardo y Eloísa. Un manuscrito de esta traducción se encuentra, con escolios de Francesco Petrarca, en la Biblioteca Nacional de París. Su traducción de la De consolatione philosophiae de Boecio está precedida de una carta a Felipe IV el Hermoso de Francia en que enumera sus obras antiguas, dos de las cuales se han perdido: De spirituelle amitié desde la De spiritualis amicitia de Elredo de Rieval (fallecido en 1166), y el Livre des merveilles d'Hirlande, traducción de la Topographia Hibernica o De Mirabilibus Hiberniae de Giraldus Cambrensis (Gerald de Barri). Sus últimos poemas son indudablemente su Testament y su Codicille. El Testamento está escrito en cuaderna vía monorrima y contiene avisos de diversa clase a los distintos estamentos de la sociedad. Es igualmente autor de un Dodechedron de fortune publicado siglo y medio después (Paris: Etienne Groulleau, 1556).